# متنزه جزيرة بيبليز الحكومي
متنزه جزيرة بيبليز الحكومي، تبلغ مساحته 190 أكر (0.77 كـم2) متنزه حكومي تقع عند التقاء نهري الموهوك وهدسون في ولاية نيويورك يقع غالبية المتنزه في مقاطعة سار اتوج، مع وجود جزء أصغر في مقاطعة ألباني.

## وصف
يشمل متنزه جزيرة بيبلز الحكومي مسارات المشي لمسافات طويلة والتزلج الريفي على الثلج بالإضافة إلى أعمال الحفر التي يعود تاريخها إلى الحرب الثورية ومركزًا للزوار يشرح بالتفصيل التاريخ الصناعي للجزيرة وتوفر الحديقة أيضًا طاولات نزهة مع أجنحة وإطلالات على النهر وإمكانية صيد الأسماك.
بالإضافة إلى احتوائها على جزيرة بيبلز بأكملها يضم المتنزه  أيضًا حوض ماتون لبناء السفن في جزيرة فان شيك المجاورة في مدينة كو هوز.
يقع المقر الرئيسي لمكتب ولاية نيويورك المواقع التاريخية بالإضافة إلى مكتب الخدمات الميدانية للحفاظ التاريخي داخل المتنزه ويوجد داخل المجمع مصنع تم تحويله في الجزيرة يُعرف باسم مركز موارد جزيرة بيبلز ويعمل المقر الرئيسي كمنزل للحافظين وعلماء الآثار والمؤرخين وغيرهم من المكلفين بالحفاظ على المواقع التاريخية داخل نيويورك.